# Грен, Матс
Матс Грен (швед. Mats Gren; родился 20 декабря 1963 года в Фалуне, Швеция) — шведский футболист, выступавший на позиции защитника. Известен по выступлениям за «Грассхоппер» и сборную Швеции. Участник чемпионата мира 1990.

## Клубная карьера
Грен начал карьеру в клубе из родного города «Фалу», выступавшем в третьем дивизионе Швеции. В 1984 году он перешёл в «Гётеборг», с которым в первом же сезоне Аллсенскан лигу.
В 1985 году Матс перешёл в швейцарский «Грассхоппер». С новым клубом он пять раз выиграл швейцарскую Суперлигу и четыре раза стал обладателем Кубка Швейцарии. В команде Грен провёл 15 сезонов и сыграл около 500 матчей став одним из рекордсменов клуба. В 2000 году он закончил карьеру и стал тренером. Учился в гимназии Фалу и Гётеборгской школе бизнеса, экономики и права (с 1984 по 1986 год).

## Международная карьера
26 сентября 1984 году в товарищеском матче против сборной Италии Грен дебютировал за сборную Швеции. В 1990 году Матс впервые выступил на Чемпионате мира в Италии. На турнире он сыграл во встрече против сборной Коста-Рики.

## Достижения
Командные
 «Гётеборг»
- Чемпионат Швеции по футболу — 1984

 «Грассхоппер»
- Чемпионат Швейцарии по футболу — 1990
- Чемпионат Швейцарии по футболу — 1991
- Чемпионат Швейцарии по футболу — 1995
- Чемпионат Швейцарии по футболу — 1996
- Чемпионат Швейцарии по футболу — 1998
- Обладатель Кубка Швейцарии — 1988
- Обладатель Кубка Швейцарии — 1989
- Обладатель Кубка Швейцарии — 1990
- Обладатель Кубка Швейцарии — 1994